# بوبي كيرك
بوبي كيرك (بالإنجليزية: Bobby Kirk)‏ (12 أغسطس 1927 في المملكة المتحدة - 1 فبراير 2010 في المملكة المتحدة) هو مدرب كرة قدم ولاعب كرة قدم بريطاني في مركز الدفاع. شارك مع منتخب اسكتلندا الثانوي لكرة القدم ‏. أما مع النوادي، فقد لعب مع دونفرملين أثلتيك وريث روفرز وهارت أوف ميدلوثيان.

## وصلات خارجية
- بوبي كيرك على موقع قاعدة بيانات كرة القدم.إي يو (الإنجليزية)